# Educación vial

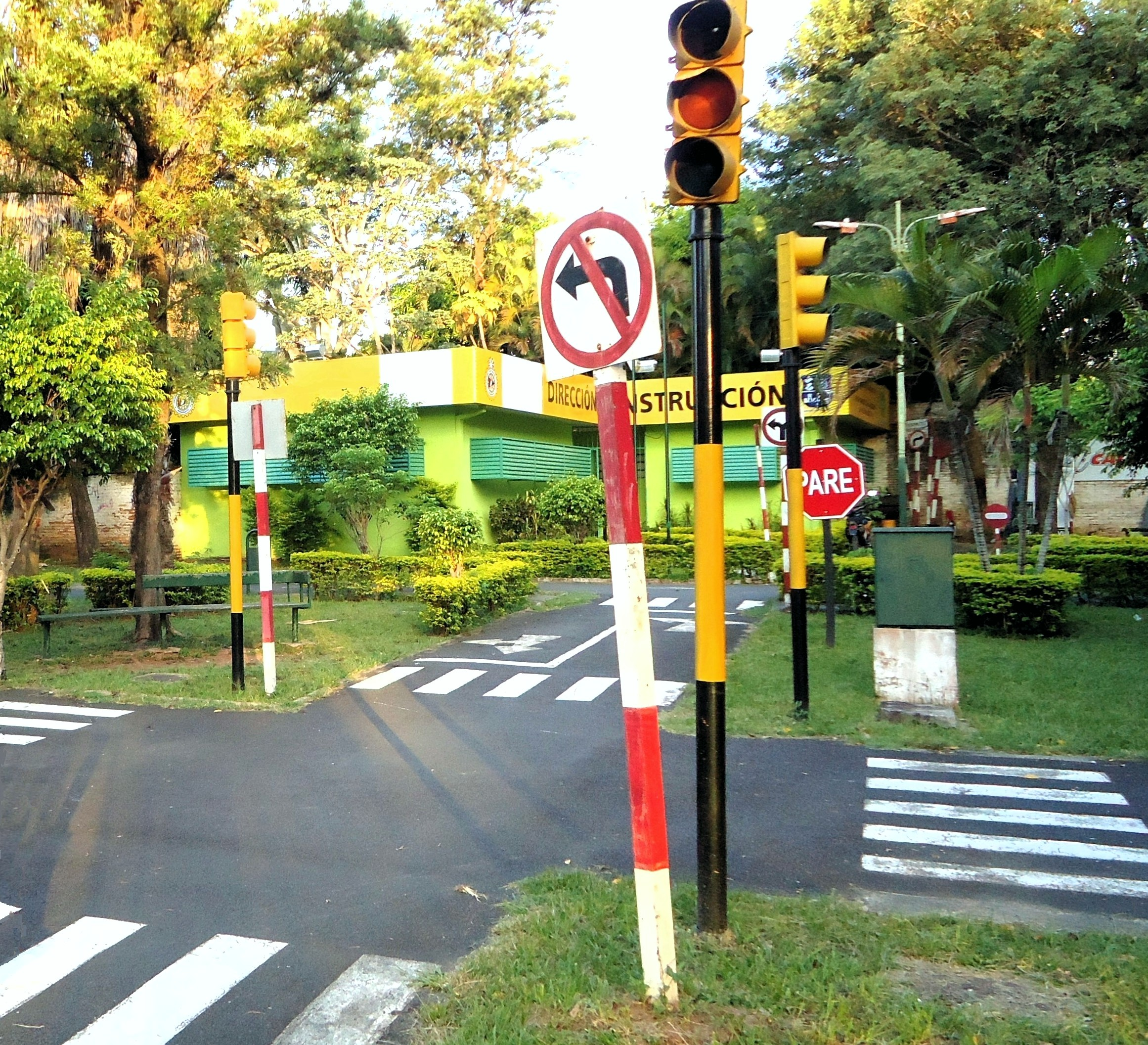
Parque Infantil de Tráfico en la Plaza Olímpica de Asunción. La educación vial trasciende a la escuela.

La educación vial (también conocida como educación para la seguridad vial) es el proceso de adquisición, desarrollo e integración de las capacidades o competencias destinadas a promover la seguridad en el tránsito, mejorar las relaciones y conductas viales, proteger el medioambiente y prevenir los siniestros en las vías (evitando o minimizando los daños y salvando vidas).  Es un proceso permanente de instrucción y aprendizaje (desde la etapa del preescolar y durante toda la vida) en materia de seguridad vial y promoción de una «cultura vial» en la sociedad, que incluye a las estrategias de prevención, políticas de precaución y normas legales en la materia; a través de conocimientos, destrezas, habilidades, hábitos, valores y actitudes.

### Trilogía vial
Se denomina así a los tres factores del tránsito, cada uno de los cuales consta, a su vez, de una serie de elementos con sus particularidades específicas:
- El factor humano: personas en tránsito, trabajadores y servidores de las vías, y elementos intangibles (normas legales, seguros, inversiones, costos, planes de tránsito, etc.).
- El factor vehicular: sean movidos por motores, por animales o por seres humanos. Puede clasificarse según diversos principios como peso, ejes, funciones, etc.
- El factor ambiental: vías o sistema vial, dispositivos de control o de señalización y naturaleza/medioambiente (el clima, las plantas, los animales, etc.).

### Cultura vial
Se denomina cultura vial a la manera en «cómo los seres humanos viven, sienten, piensan y actúan en, desde y para el cotidiano de los espacios de movilización y desplazamiento», lo que incluye a aceras, calzadas, paseos y pasos peatonales, ciclovías, parques públicos, plazas, etc. Es decir, es el modo de proceder interactuando en la vía pública, mismo que debería basarse en el respeto y la cortesía, entre otros valores ciudadanos. Toda comunidad o sociedad «posee su propia cultura vial», la cual no es buena ni mala de por sí, sino susceptible de ser perfeccionada.
La cultura vial tiene como propósito ayudar a todas aquellas personas que transitan a conocer sus derechos y obligaciones para que la víctima no sea perjudicada por no saber las normas que lo protegen y obligan. Además, es necesario que se inculque desde los hogares mediante una educación responsable relacionada con la movilidad.
El objetivo de la cultura vial es prevenir siniestros entre los mismos vehículos o personas que transitan en la calle. Esto se logra a través de la educación, la concienciación y las normas, principalmente enfocados en la vida de cada individuo en tránsito, ya sean conductores, pasajeros, peatones, ciclistas, trabajadores viales, agentes, etc.

### Seguridad vial
Además de las medidas legales, mecánicas, técnicas y de infraestructura requeridas, la educación ha tenido tradicionalmente un papel preponderante en la seguridad vial.
La prevención y minimización de siniestros viales (incluyendo a los accidentes) se realiza a través de los cuatro niveles de seguridad vial:
- La seguridad primaria (también llamada activa): busca prevenirlos o evitarlos mediante diversos mecanismos, acciones y normas.
- La seguridad secundaria (o pasiva): se dirige a proteger a las personas durante la ocurrencia, a fin de evitar o minimizar las consecuencias, como daños y lesiones.
- La seguridad terciaria: está destinada a luego de que sucedan (también es minimización), a fin de minimizar las consecuencias y de evitar nuevos siniestros.
- La seguridad cuaternaria: hace referencia a la recuperación, es decir a las terapias físicas y psicológicas de las personas.[9][3][10]

Esta clasificación guarda relación con la matriz desarrollada por Haddon en los años de 1970, quien al estudiar a los siniestros propuso dividir en tres los momentos de actuación: antes, durante y después de su ocurrencia. Estos tiempos se combinan con los tres factores del tránsito (trilogía vial) para formar una matriz de nueve casillas, conocida con el nombre de su creador.

### Prevención y minimización de siniestros

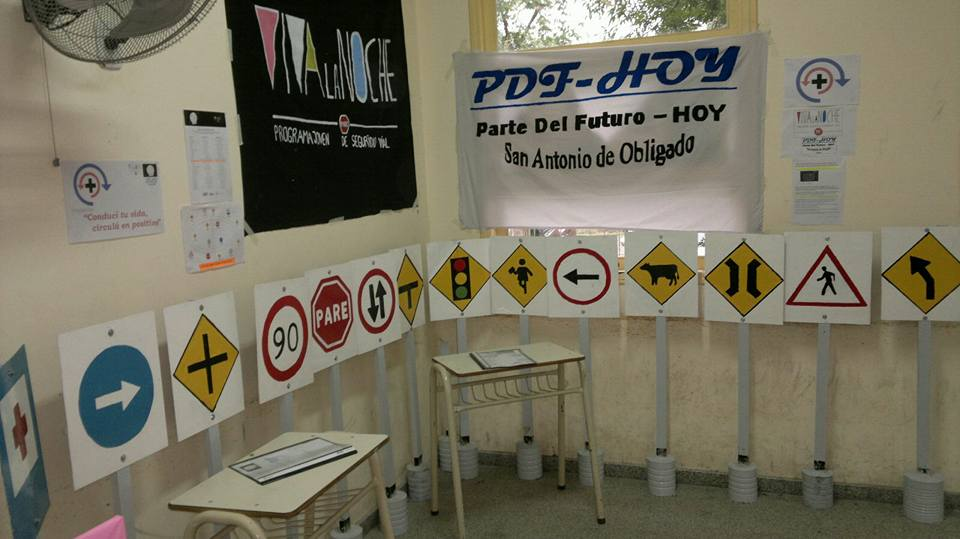
Señales viales hechas artesanalmente en escuela secundaria

Los siniestros viales suceden por diversos motivos, pero esta denominación es independiente a la existencia o no de víctimas, así como a la previsibilidad. Se refiere, más bien, a aquellos hechos susceptibles de ser evitados por el ser humano, lo que no ocurre con los denominados accidentes, por ser estos últimos hechos fortuitos y, en cierta manera, aún inevitables. 
Cualquier incidente negativo en la vías de transporte es considerado un siniestro, mientras que los accidentes son solamente una pequeña parte de los mismos, aquellos que hayan tenido lugar por obra casual o sin mediar responsabilidad humana.
A menudo, las conductas de transgresión de las normas de tránsito durante la circulación por el espacio público (en calidad de conductores, ciclistas, pasajeros o transeúntes) aparecen naturalizadas, sobre todo en cuanto al respeto de las señales y a los reglamentos más actuales. Esto se generalizó en algunos países a partir de hechos como el aumento del parque de rodados (motos, autos, camionetas, transporte público, etc.), la pavimentación masiva de las calles o la adopción de nuevos sentidos de circulación; a lo que debe sumarse la inadecuada o insuficiente educación vial de la ciudadanía.
Los siniestros viales se hallan entre las principales causas de muerte de seres humanos en el mundo, con aproximadamente 3700 víctimas por día.

## Ámbitos de desarrollo
La educación vial formalmente se imparte desde las instituciones educativas y las autoescuelas; pero también tiene lugar de manera no formal e informal desde las familias, organismos estatales, instituciones privadas y medios de comunicación. Para su desarrollo tanto las instituciones públicas (ministerios, agencias viales, ayuntamientos, municipios, etc.) como las privadas y mixtas aportan recursos económicos, coordinan o promocionan proyectos, organizan campañas publicitarias, lanzan libros, y realizan conferencias, encuentros o talleres.
En las escuelas promueve la transformación de los habitus culturales mal arraigados en «el juego de la calle» (término acuñado por el antropólogo argentino Pablo Wright) mediante el trabajo de manera transversal en las asignaturas, a través de una educación del transeúnte que pone en el centro al sujeto, al ciudadano que transita, cualquiera sea el medio o la forma que utilice para desplazarse.

### En la educación formal

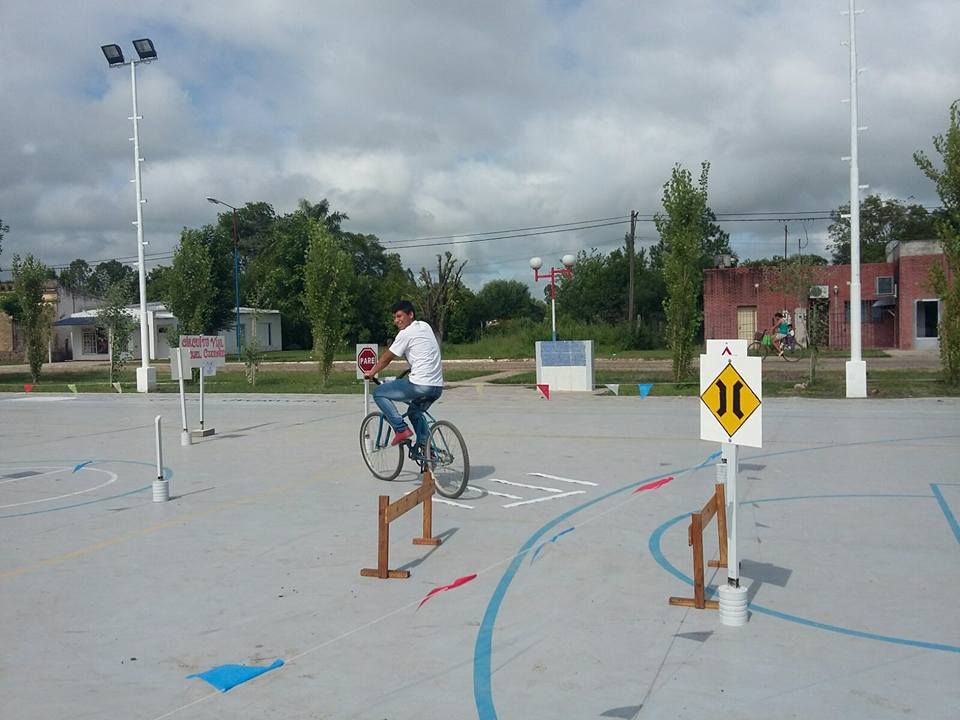
Circuito vial en una escuela secundaria.

Cada país, estado o provincia (según el sistema político correspondiente) determina si será incorporada la educación vial en los sistemas formales y cómo la práctica varía bastante en cada país, así como dentro de cada uno según los currículos y modalidades educativas:
- En Argentina la Educación vial es obligatoria en todos los niveles formales desde el 2007, pero como tema transversal. No obstante hay prácticas y planes con el fin de voverla materia obligatoria.[20]
- La República de Colombia ha declarado por ley N.º 1053, en diciembre de 2011, a la Seguridad Vial, como materia obligatoria de los centros de educativos en todos los niveles.[21]
- Chile, a partir del 2007 dispuso la enseñanza de educación vial como contenido transversal desde el jardín de infantes. En la primaria se inserta en Ciencias Sociales y en la secundaria en la asignatura Ciudadanía y Participación.[22]
- En Costa Rica se ha impartido durante el 2018 un curso teórico en la materia en 200 colegios, a estudiantes de los años 10.°, 11.° y 12.°. Este sería un primer paso para buscar en el futuro su obligatoriedad.[23]
- En España la Educación vial es fomentada e incorporada en diversos niveles educativos, siendo parte de los currículos de la educación primara y de la Educación Secundaria Obligatoria o ESO.[24][25]
- México no posee asignaturas específicas a nivel nacional, pero sí en algunos estados. Se han creado campañas, programas y talleres de educación vial para los niveles de educación básica y secundaria.[26] El Estado de Yucatán la ha declarado obligatoria en el 2018.[27]
- El gobierno de Panamá también promueve la educación vial en la educación básica (preescolar a 6° grado), la educación premedia y la media académica, a través de la publicación de guías y la realización de planes y programas especiales.[28]
- En Paraguay, la enseñanza de la educación vial es obligatoria desde la Ley N.º 5044 del 2013. La cisposición se cumple de dos maneras principales: 1. Educación para la Seguridad Vial es una materia específica en los bachilleratos, impartida durante un año a chicos de entre 15 a 17 años; obligatoria en todos los planes de estudio, salvo en el Bachillerato en Ciencias Básicas y en el Bachillerato en Letras y Artes, aunque en estos dos, sus contenidos deberían ser parte de la materia Formación Ética y Ciudadana de 2.° año. 2. En la Educación Escolar Básica o EEB (preescolar a 9° grado), se incorpora dentro de materias como Estudios Sociales y Educación Ética y Ciudadana.[29]
- En Uruguay se enseña en escuelas y liceos dentro de materias como Educación Social y Cívica. Se exigen a los aspirantes a la licencia de conducir al menos 15 clases prácticas y una teórica bajo alguna academia de choferes habilitada.[30]
- En Europa es una materia obligatoria en las escuelas de al menos siete países: Bélgica, Dinamarca, República Checa, Alemania, Polonia, Italia, España y Letonia. Además, se han creado programas voluntarios en Austria, Bulgaria, Finlandia, Francia, Eslovaquia, Eslovenia, Suecia y el Reino Unido.[31]

### Parques viales
Algunas ciudades poseen parques especialmente equipados, destinados a la formación o apoyo para la educación de niños y jóvenes, en la seguridad vial. Su característica distintiva es la de contar con circuitos espaciales que simulan situaciones de tráfico, los cuales son recorridos a pie, en bicicleta, en kart, etc. Son conocidos también estos espacios como parques infantiles de tráfico, o de educación vial.

## Importancia de la educación vial
Hechos como la existencia de diferentes elementos en circulación (humanos, vehiculares y ambientales), de distintas funciones desempeñadas por las personas (conductores, pasajeros, peatones, ciclistas, trabajadores viales y agentes), y de que los trayectos de los transeúntes pueden coincidir; hacen importante la difusión de la educación vial y de su cultura propia.
La educación vial tiene impacto en cuestiones de salud pública, movilidad y derecho, pero no solo atañe a estas áreas. Las acciones de los seres humanos en las vías involucran o pueden involucrar a otras personas, por lo que representan también problemas éticos y de relaciones sociales (resolución de conflictos, actuación colectiva, convivencia armónica, espacios públicos, etc.).

### Los agentes involucrados
Para lograr los objetivos comunes, los distintos niveles de gobierno, los organismos no gubernamentales, las empresas y la sociedad civil desarrollan programas de educación continua en materia de seguridad vial y promoción de la cultura vial -en cada país y destinada a todas las edades- como elementos necesarios en educación para la vida y en educación permanente en la vida cotidiana